# Coaching & Playing Volleyball
コーチング＆プレイング・バレーボール（CPV）は、バレーボール・アンリミテッドより発行されているバレーボール指導者・競技者向け技術専門誌である。略称「CPV」。

## 概要
1999年3月日本初のバレーボール指導者・競技者向け専門誌として創刊。バレーボール誌の中では唯一の指導者・競技者向けの専門誌で、国内はもとより海外の著名な指導者の指導法・練習方法が網羅されており、バレーボール指導者にとっては貴重な情報源となっている。